# Језерел (Васлуј)
Језерел (рум. Iezerel) насеље је у Румунији у округу Васлуј у општини Иванешти. Oпштина се налази на надморској висини од 173 m.

## Становништво
Према подацима из 2002. године у насељу је живело 119 становника, од којих су сви румунске националности.